# الرجل المثالي (فلم)
الرجل المثالي  (بالإنجليزية: The Perfect Man) هو فيلم كوميدي تم إنتاجه في الولايات المتحدة وصدر في سنة 2005. الفيلم من إخراج مارك روسمان من بطولة هيلاري داف وهيذر لوكلير وكريس نوث.

## القصة
تستنكر المراهقة هولي هاميلتون (هيلاري داف) تصرفات أمها العزباء التي تخرج من علاقة عاطفية لتدخل في أخرى بحثًا عن الرجل المثالي. تدبر هولي خطة لمساعدة أمها في الخروج من هذا الفشل المتكرر، فتبعث إليها برسائل غرامية تحت اسم معجب سري، حتى تستعيد الأم ثقتها بنفسها مجددًا. ولكن الأمور تخرج عن السيطرة، وتجد هولي نفسها متورطة في ضرورة الحفاظ على هذه السعادة المؤقتة التي منحتها لأمها، ويتسبب ذلك في حدوث العديد من المفارقات الكوميدية.

## الميزانية والإيرادات
بلغت تكلفة إنتاج الفيلم حوالي 10,000,000 دولار بينما حقق أرباحا تقدر بـ 19,770,475 دولار.

## وصلات خارجية
- مقالات تستعمل روابط فنية بلا صلة مع ويكي بيانات